# Tennis-Bundesliga 2016
Die Tennis-Bundesliga 2016 bestand aus drei Ligen, in denen bei den Herren, Damen und Herren 30 jeweils zwischen sieben und 10 Mannschaften um die Titel der Deutschen Mannschaftsmeister kämpften. Es handelte sich dabei um die 1. Bundesliga Herren, die 1. Bundesliga Damen und die 1. Bundesliga Herren 30. Daneben gab es bei den Damen und Herren als direkten Unterbau die 2. Bundesliga Herren und Damen.
Deutsche Meister wurden der Gladbacher HTC bei den Herren, der Ratinger TC Grün-Weiß bei den Herren 30 sowie der TC Rot-Blau Regensburg bei den Damen.

## Organisation
Die Tennis-Bundesligen in Deutschland werden vom Deutschen Tennis Bund mit Sitz in Hamburg veranstaltet und organisiert. Grundlage für die Durchführung sind neben den Tennisregeln der ITF, die Turnierordnung des DTB sowie das Bundesliga-Statut.

## Namenssponsoren
Namenssponsor der 1. und 2. Tennis-Bundesliga der Herren war 2016 der Online-Tennis-Versandhändler Tennispoint. Die Bundesligen der Damen und Herren 30 hatten 2016 keinen Namenssponsor.

## Tennis-Bundesliga der Herren 2016

### 1. Tennis-Bundesliga der Herren
Der Gladbacher HTC gewann die erste Bundesliga der Herren und damit seine erste Meisterschaft.
|      | Mannschaft                  | Begegnungen | Punkte | Matches | Sätze | Spiele  |
| ---- | --------------------------- | ----------- | ------ | ------- | ----- | ------- |
| 01.  | Badwerk Gladbacher HTC      | 9           | 14:4   | 38:16   | 83:38 | 594:434 |
| 02.  | Rochusclub Düsseldorf       | 9           | 13:5   | 34:20   | 75:55 | 546:483 |
| 03.  | TK Grün-Weiss Mannheim      | 9           | 13:5   | 33:21   | 70:48 | 569:499 |
| 04.  | TK Kurhaus Aachen           | 9           | 13:5   | 32:22   | 70:56 | 549:488 |
| 05.  | TC Blau-Weiss Halle         | 9           | 11:7   | 32:22   | 74:53 | 577:512 |
| 06.  | HTC Blau-Weiß Krefeld       | 9           | 9:9    | 27:27   | 65:61 | 521:512 |
| 07.  | TK Blau-Weiss Aachen        | 9           | 6:12   | 23:31   | 52:72 | 466:552 |
| 08.  | Kölner THC Stadion Rot-Weiß | 9           | 6:12   | 20:34   | 53:75 | 489:554 |
| 09.  | TC Bruckmühl-Feldkirchen    | 9           | 4:14   | 17:37   | 46:79 | 447:555 |
| 010. | TC Blau-Weiss Neuss         | 9           | 1:17   | 14:40   | 35:86 | 430:599 |

### 2. Tennis-Bundesliga der Herren
In beiden Staffeln der zweiten Bundesliga der Herren setzte sich der Meister jeweils ungeschlagen und deutlich durch und sicherte sich den Aufstiegsplatz in die erste Bundesliga. Im Norden gewann der Bremerhavener TV 1905 und im Süden der TC Weinheim jeweils mit acht Siegen aus acht Begegnungen.

#### 2. Tennis-Bundesliga Nord
|     | Mannschaft                 | Begegnungen | Punkte | Matches | Sätze  | Spiele  |
| --- | -------------------------- | ----------- | ------ | ------- | ------ | ------- |
| 01. | Bremerhavener TV 1905      | 8           | 16:0   | 56:16   | 120:43 | 799:537 |
| 02. | TC Iserlohn (A)            | 8           | 10:6   | 45:27   | 96:65  | 688:626 |
| 03. | Oldenburger TeV            | 8           | 10:6   | 33:39   | 79:91  | 671:727 |
| 04. | TC 1899 Blau-Weiss Berlin  | 8           | 8:8    | 37:35   | 77:80  | 670:686 |
| 05. | Bielefelder TTC (A)        | 8           | 8:8    | 32:40   | 73:92  | 662:745 |
| 06. | Der Club an der Alster     | 8           | 8:8    | 31:41   | 81:91  | 716:698 |
| 07. | Suchsdorfer SV v. 1921 (A) | 8           | 6:10   | 36:36   | 79:84  | 663:693 |
| 08. | Bremer TC v. 1912          | 8           | 6:10   | 29:43   | 74:94  | 671:723 |
| 09. | Solinger Tennis-Club 1902  | 8           | 0:16   | 25:47   | 65:104 | 633:738 |

#### 2. Tennis-Bundesliga Süd
|     | Mannschaft               | Begegnungen | Punkte | Matches | Sätze  | Spiele  |
| --- | ------------------------ | ----------- | ------ | ------- | ------ | ------- |
| 01. | TC Weinheim              | 8           | 16:0   | 51:21   | 108:57 | 758:569 |
| 02. | TC Wolfsberg Pforzheim   | 8           | 12:4   | 50:22   | 108:58 | 769:578 |
| 03. | SpVgg Hainsacker (N)     | 8           | 10:6   | 43:29   | 89:67  | 708:625 |
| 04. | TC Großhesselohe         | 8           | 8:8    | 39:33   | 88:74  | 715:660 |
| 05. | TV Reutlingen            | 8           | 8:8    | 37:35   | 89:81  | 695:669 |
| 06. | BASF TC Ludwigshafen (N) | 8           | 8:8    | 36:36   | 82:80  | 689:680 |
| 07. | TC BW Dresden-Blasewitz  | 8           | 8:8    | 34:38   | 78:87  | 662:686 |
| 08. | SC Uttenreuth            | 8           | 2:14   | 21:51   | 58:107 | 612:784 |
| 09. | TC Amberg am Schanzl (N) | 8           | 0:16   | 13:59   | 35:124 | 470:827 |

## Tennis-Bundesliga der Herren 30 2016

### 1. Tennis-Bundesliga der Herren 30
Der Ratinger TC Grün-Weiß gewann seine dritte Meisterschaft in Folge ungeschlagen. Wie im Vorjahr gelangen die Siege in der Finalrunde sowohl im Halbfinale als auch im Finale jeweils nur knapp mit 5:4.

#### Finalrunde
|  | Halbfinale                | Halbfinale                    | Halbfinale | Halbfinale | Halbfinale |  |  | Finale                    | Finale                        | Finale | Finale | Finale |
|  |                           |                               |            |            |            |  |  |                           |                               |        |        |        |
|  |                           |                               |            |            |            |  |  |                           |                               |        |        |        |
|  | Jacobi & Partner Ratingen | Jacobi & Partner Ratingen (M) | 5          | 11         | 83         |  |  |                           |                               |        |        |        |
|  | MTTC Iphitos München      | MTTC Iphitos München          | 4          | 9          | 82         |  |  |                           |                               |        |        |        |
|  |                           |                               |            |            |            |  |  | Jacobi & Partner Ratingen | Jacobi & Partner Ratingen (M) | 5      | 11     | 91     |
|  |                           |                               |            |            |            |  |  | TC Bruckmühl-Feldkirchen  | TC Raadt e.V. Mülheim         | 4      | 9      | 85     |
|  | ST Lohfelden              | ST Lohfelden                  | 4          | 9          | 80         |  |  |                           |                               |        |        |        |
|  | TC Raadt e.V. Mülheim     | TC Raadt e.V. Mülheim         | 5          | 12         | 91         |  |  |                           |                               |        |        |        |
|  |                           |                               |            |            |            |  |  |                           |                               |        |        |        |

#### 1. Tennis-Bundesliga Nord
|     | Mannschaft                    | Begegnungen | Punkte | Matches | Sätze | Spiele  |
| --- | ----------------------------- | ----------- | ------ | ------- | ----- | ------- |
| 01. | Jacobi & Partner Ratingen (M) | 6           | 12:00  | 35:19   | 76:45 | 533:404 |
| 02. | TC Raadt e.V. Mülheim (A)     | 6           | 10:02  | 38:16   | 79:38 | 535:374 |
| 03. | RTHC Bayer Leverkusen         | 6           | 06:06  | 28:26   | 65:55 | 503:416 |
| 04. | TC Parkhaus Wanne-Eickel      | 6           | 06:06  | 25:29   | 54:61 | 424:458 |
| 05. | STV Wilhelmshaven (A)         | 6           | 04:08  | 25:29   | 57:66 | 438:512 |
| 06. | Kölner THC Stadion Rot-Weiß   | 6           | 02:10  | 26:28   | 56:66 | 435:507 |
| 07. | ETB SW Essen (A)              | 6           | 02:10  | 12:42   | 34:90 | 384:581 |

#### 1. Tennis-Bundesliga Süd
|     | Mannschaft              | Begegnungen | Punkte | Matches | Sätze | Spiele  |
| --- | ----------------------- | ----------- | ------ | ------- | ----- | ------- |
| 01. | ST Lohfelden            | 6           | 12:00  | 45:9    | 94:27 | 602:330 |
| 02. | MTTC Iphitos München    | 6           | 08:04  | 33:21   | 70:45 | 528:413 |
| 03. | TC Großhesselohe        | 6           | 06:06  | 26:28   | 60:65 | 497:523 |
| 04. | TC Thyrnau-Kellberg (A) | 6           | 06:06  | 25:29   | 58:63 | 495:500 |
| 05. | SC SaFo Frankfurt       | 6           | 06:06  | 25:29   | 57:67 | 464:520 |
| 06. | TC BW Villingen (A)     | 6           | 04:08  | 26:28   | 57:63 | 488:500 |
| 07. | TB Erlangen             | 6           | 00:12  | 9:45    | 28:94 | 302:590 |

## Tennis-Bundesliga der Damen 2016

### 1. Tennis-Bundesliga der Damen
Der TC Rot-Blau Regensburg gewann ungeschlagen seinen ersten von drei konsekutiven deutschen Meistertiteln der Damen. Das Team blieb dabei die gesamte Saison ungeschlagen.
Der Aufsteiger DTV Hannover sowie der TC Moers 08 stiegen am Saisonende in die zweite Bundesliga ab.
|     | Mannschaft                         | Begegnungen | Punkte | Matches | Sätze | Spiele  |
| --- | ---------------------------------- | ----------- | ------ | ------- | ----- | ------- |
| 01. | Eckert Tennis Team Regensburg      | 6           | 12:0   | 37:17   | 80:43 | 533:439 |
| 02. | TC Rüppurr Karlsruhe               | 6           | 10:2   | 35:19   | 76:43 | 562:430 |
| 03. | M2Beauté Ratingen                  | 6           | 6:6    | 28:26   | 67:61 | 515:505 |
| 04. | Der Club an der Alster Hamburg (A) | 6           | 6:6    | 21:33   | 54:70 | 473:515 |
| 05. | TEC Waldau Stuttgart (A)           | 6           | 4:8    | 30:24   | 66:60 | 529:496 |
| 06. | DTV Hannover (A)                   | 6           | 4:8    | 25:29   | 57:67 | 480:511 |
| 07. | TC DD Daumann 08 Moers             | 6           | 0:12   | 13:41   | 32:88 | 379:575 |

### 2. Tennis-Bundesliga der Damen
Im Norden stiegen sowohl der TK Blau-Weiss Aachen als auch der TC Blau-Weiss Berlin nach dem letztjährigen Abstieg direkt wieder in das Oberhaus des deutschen Damentennis auf. Die beiden Neulinge Lintorfer TC und TC Wahlstedt mussten dahingegen den direkten Wiederabstieg in die Regionalliga hinnehmen.
Im Süden gelang dem TC Radolfzell der Durchmarsch von der Regionalliga in die erste Bundesliga während die TGS Bieber Offenbach, nachdem sie schon letztes Jahr nur aufgrund eines Rückzugs einer anderen Mannschaft in der Liga verblieben war, als erneuter Tabellenletzter absteigen musste.

#### 2. Tennis-Bundesliga Nord
|     | Mannschaft                        | Begegnungen | Punkte | Matches | Sätze | Spiele  |
| --- | --------------------------------- | ----------- | ------ | ------- | ----- | ------- |
| 01. | TK Blau-Weiss Aachen (A)          | 6           | 12:00  | 47:7    | 97:20 | 612:312 |
| 02. | TC 1899 Blau-Weiss Berlin (A)     | 6           | 10:02  | 38:16   | 85:39 | 577:368 |
| 03. | Braunschweiger THC                | 6           | 08:04  | 31:23   | 68:56 | 484:472 |
| 04. | TC Union Münster                  | 6           | 06:06  | 21:33   | 45:72 | 434:523 |
| 05. | Rochusclub Düsseldorf             | 6           | 04:08  | 20:34   | 43:73 | 376:528 |
| 06. | Lintorfer Tennisclub 1972 (N)     | 6           | 02:10  | 17:37   | 47:79 | 439:540 |
| 07. | Tennisclub Rot-Weiß Wahlstedt (N) | 6           | 00:12  | 15:39   | 37:83 | 402:581 |

#### 2. Tennis-Bundesliga Süd
|     | Mannschaft                | Begegnungen | Punkte | Matches | Sätze | Spiele  |
| --- | ------------------------- | ----------- | ------ | ------- | ----- | ------- |
| 01. | TC Radolfzell (N)         | 6           | 10:02  | 37:17   | 78:40 | 541:393 |
| 02. | BASF TC Ludwigshafen      | 6           | 08:04  | 32:22   | 70:47 | 543:388 |
| 03. | TC Olympia Lorsch         | 6           | 08:04  | 30:24   | 67:54 | 519:445 |
| 04. | GW Luitpoldpark München   | 6           | 06:06  | 32:22   | 75:53 | 557:442 |
| 05. | TC Großhesselohe          | 6           | 06:06  | 31:23   | 67:56 | 483:455 |
| 06. | TC Blau-Weiß Würzburg (N) | 6           | 02:10  | 16:38   | 40:78 | 390:553 |
| 07. | TGS Bieber Offenbach      | 6           | 02:10  | 11:43   | 23:92 | 247:604 |